# 152.ª Brigada Mixta (Ejército Popular de la República)
La 152.ª Brigada Mixta fue una unidad del Ejército Popular de la República creada durante la Guerra Civil Española. Situada en el frente de Madrid, no tuvo un papel relevante a lo largo de la contienda. La brigada estuvo compuesta por carabineros.

## Historial
La unidad fue creada en junio de 1937 en Madrid a partir de batallones del Cuerpo de Carabineros, siendo adjudicada a la 4.ª División del II Cuerpo de Ejército. El primer jefe de la unidad fue el comandante de carabineros Emeterio Jarillo Orgaz. Durante toda su existencia la 152.ª BM estuvo desplegada en el frente de Madrid, sin tomar parte en operaciones militares de relevancia. En agosto de 1937 relevó a la 19.ª Brigada Mixta en el sector del frente que iba desde el «Cerro Blanco» hasta la carretera de Andalucía; con posterioridad cubriría el sector de Usera-Villaverde o el Cerro de los Ángeles.
En marzo de 1939, durante el golpe de Casado, la 152.ª BM se posicionó a favor de las fuerzas «casadistas» y llegaría a realizar funciones de vigilancia al este de Madrid. La unidad se autodisolvió el 27 de marzo de 1939, al final de la contienda.

## Mandos
Comandantes
- Comandante de carabineros Emeterio Jarillo Orgaz;
- Comandante de carabineros Antonio de la Cueva Fuentes:

Jefes de Estado Mayor
- capitán de milicias Enrique García García;
- capitán de carabineros Domingo Pérez Rubio;